# Cova de Cabrafeixet
La cova de Cabrafeixet o l'Abric de Cabrafreixet és un abric (balma) del municipi del Perelló (Baix Ebre) amb representacions de pintura rupestre protegides com a Patrimoni de la Humanitat en el conjunt de l'Art rupestre de l'arc mediterrani de la península Ibèrica. Està situada als peus del Morral de Cabrafreixet al vessant oriental del massís de Cardó (terme del Perelló), a uns 100 m d'alçada des del nivell del barranc de les Nines.
La balma amb les pintures té una llargada d'uns 10 m, una profunditat mitjana d'1,70 m i una alçada d'uns 4 m. L'accés està barrat amb una tanca de ferro.

## Pintures rupestres
Les pintures es localitzen a l'extrem dret de la cavitat i s'agrupen en tres zones, comptabilitzant un total de 13 representacions.
El primer grup, d'esquerra a dreta, consta de 6 figures: representació d'un quadrúpede incomplet de 10,7 cm, un caprí mascle en moviment de 14 cm, una cérvola de 26,1 cm de formes realistes amb les extremitats replegades, restes de pintura situades darrere del cérvol, representació d'un arquer de 25,8 cm i una figura incompleta de caprí de 4,8 cm.
El segon grup, a un metre a la dreta de l'anterior, consta de les figures 7 a 10: representació masculina de 19 cm, restes d'una cornamenta de cérvol de 5,7 cm, restes de pigments, i una taca de pigment de forma ovalada.
El tercer grup es troba uns dos metres a la dreta de l'anterior i s'hi han documentat les figures 11 a 13: restes de pigment, representació d'un cérvol incomplet de 15,4 cm, i restes de possibles quadrúpedes de 15,2 cm.
Totes elles corresponen a l'estil de les pintures naturalistes llevantines de Catalunya i del Llevant mediterrani. També poden haver estat pintades algunes de les petites concavitats immediates, en les que es conserven restes de pintura.